# Alessandro Pistone
Alessandro Pistone (Milão, 27 de julho de 1975) é um ex-futebolista profissional italiano que atuava como defensor

## Carreira
Alessandro Pistone começou na Solbiatese, porém é mais lembrando por sua passagem no futebol inglês.
Ele representou a Seleção Italiana de Futebol nas Olimpíadas de 1996.